# Semir Osmanagić
Semir Osmanagić, noto anche come Sam Osmanagich (Zenica, 1º giugno 1960), è un imprenditore e scrittore bosniaco.
È noto soprattutto per aver promosso il suo progetto pseudo-archeologico nella Bosnia centrale (vicino alla città di Visoko) relativo alle cosiddette "Piramidi bosniache". Osmanagić afferma che un gruppo di colline naturali nella Bosnia ed Erzegovina centrale sono le più grandi piramidi antiche costruite dall'uomo sulla Terra. Ha condotto un'ampia attività di marketing sul suo sito e ne ha promosso il turismo.
Appassionato di piramidi, Osmanagić ha conseguito un dottorato in scienze sociali ma non ha una formazione scientifica in alcun campo archeologico. Geologi professionisti, archeologi e altri scienziati hanno confutato direttamente le sue affermazioni sulle colline bosniache, concludendo, dopo un'analisi diretta del sito, della sua storia conosciuta e degli scavi, che le colline sono formazioni naturali comuni senza segni di costruzione umana.

## Biografia
Osmanagić è nato a Zenica, Repubblica Popolare Bosnia ed Erzegovina , FPR Jugoslavia e, dopo la laurea all'università, ha gestito per sette anni un'attività di import-export. Nel 1992, durante lo scoppio della guerra in Bosnia , emigrò negli Stati Uniti.  Si stabilì a Houston , in Texas, dove trovò lavoro come assistente marketing per un'azienda che produceva componenti per pozzi di petrolio e gas. È stato promosso a manager e azionista di minoranza nell'azienda, detenendo una quota del cinque per cento nel 1999.
Osmanagić ha fondato la società di produzione Met Company, Inc. a Houston nel 1995, e continua ad essere il suo proprietario e CEO.  Nel 2006 ha fondato la Fondazione Bosniaca Piramidi del Sole, per sostenere gli scavi e la costruzione di un "parco archeologico" nel sito.
Ha conseguito un master in economia e politica internazionale.  Ha conseguito un dottorato in scienze sociali nel 2009; entrambi i diplomi sono stati conseguiti presso l'Università di Sarajevo .  Nel 2009 è diventato membro dell'Accademia russa di scienze naturali.

## Le piramidi bosniache
Nell'aprile 2005 Osmanagić è stato invitato a visitare Visoko e le rovine della sua fortezza. Durante la visita Osmanagić notò la forma piramidale della collina Visočica . Successivamente scrisse un libro che promuoveva l'affermazione che la collina fosse i resti di un'antica piramide artificiale , sosteneva che fosse una delle cinque colossali strutture in pietra a forma di piramide con una vasta rete di tunnel preistorici . Ha chiamato queste strutture "Piramidi bosniache", e ha istituito una fondazione.